# Antennablennius variopunctatus
Antennablennius variopunctatus és una espècie de peix de la família dels blènnids i de l'ordre dels perciformes.

## Morfologia
- Els mascles poden assolir 7,5 cm de longitud total.[4][5]

## Reproducció
És ovípar.

## Hàbitat
És un peix marí de clima tropical que viu entre 0-7 m de fondària.

## Distribució geogràfica
Es troba des de Moçambic fins al Pakistan, incloent-hi el Golf d'Oman i el Golf Pèrsic.